# Танагра дроздова
Тана́гра дроздова (Ixothraupis punctata) — вид горобцеподібних птахів родини саякових (Thraupidae). Мешкає в Південній Америці.

## Опис
Довжина птаха становить 12,7 см, вага 15 г. Спина яскраво-зелена, пера на ній мають чорну внутрішню частину опахала, через що спина є сильно поцяткованою чорними лускоподібними плямками. Голова, горло і груди блакитнувато-білі, решта нижньої частини тіла біла, сильно поцяткована чорними плямками, боки і грузка зеленуваті. Крила і хвіст чорні з жовтувато-зеленими краями.

## Таксономія
В 1760 році французький зоолог Матюрен Жак Бріссон включив опис дроздової танагри до своєї книги "Ornithologie", описавши птаха за зразком із Вест-Індії. Він використав французьку назву Le tangara verd piqueté des Indes та латинську назву Tangara viridis indica punctulata. Однак, хоч Бріссон і навів латинську назву, вона не була науковою, тобто не відповідає біномінальній номенклатурі і не визнана Міжнародною комісією із зоологічної номенклатури. Коли в 1766 році шведський натураліст Карл Лінней випустив дванадцяте видання своєї Systema Naturae, він доповнив книгу описом 240 видів, раніше описаних Бріссоном. Одним з цих видів була дроздова танагра, для якої Лінней придумав біномінальну назву Tanagra punctata. За результатами молекулярно-генетичного дослідження, яке показало поліфілітичність роду Танагра (Tangara), дроздову танагру, разом з кількома іншими видами перевели до відновленого роду Ixothraupis.

### Підвиди
Виділяють п'ять підвидів:
- S. c. whitelyi (Linnaeus, 1766) — південна Венесуела, Гвіана і північ Бразильської Амазонії;
- S. c. zamorae (Chapman, 1925) — східні схили Анд в Еквадорі і північному Перу;
- S. c. perenensis (Chapman, 1925) — Перуанські Анди в регіоні Чанчамайо[en] (Хунін);
- S. c. annectens (Zimmer, JT, 1943) — південний схід Перу (район річки Інамбарі[en]);
- S. c. punctulata (Sclater, PL & Salvin, 1876) — Болівійська Юнга (Ла-Пас, Кочабамба).

## Поширення і екологія
Дроздові танагри мешкають у Венесуелі, Гаяні, Суринамі, Французькій Гвіані, Бразилії, Еквадорі, Перу і Болівії. Вони живуть в кронах вологих рівнинних і гірських тропічних лісів та на узліссях. Зустрічаються переважно на висоті від 600 до 1700 м над рівнем моря, в Колумбії місцями на висоті до 2000 м над рівнем моря. Живляться ягодами, дрібними плодами, квітками і комахами. Гніздо чашоподібне, в кладці 2-3 яйця. Інкубаційний період триває 15-17 днів.